# Vicuña (geslacht)
Het geslacht (de) Vicuña speelde een belangrijke rol in het Chili van de negentiende- en twintigste eeuw. Het geslacht stamt uit het Baskenland en maakt deel uit van de Baskisch-Chileense aristocratie in Chili. Stamvader is Beltrán Miguel de Vicuña die leefde in de zeventiende eeuw in Spanje en getrouwd was met María de Araníbar. Voorname representanten van het geslacht zijn:
1. Francisco de Vicuña e Hidalgo (1735-†onbekend)
  1. Francisco Ramón Vicuña Larraín (1775-1849), senator, president van Chili 1829
  2. Manuel Vicuña Larraín (1777-1843), priester, eerste aartsbisschop van Santiago de Chile 1840-1843
    1. Pedro Félix Vicuña Aguirre (1805-1874), journalist, eigenaar van de liberale krant "El Mercurio de Valparaíso"
      1. Benjamín Vicuña Mackenna (1831-1886), schrijver, journalist, historicus en politicus
      2. Eladio Vicuña Mackenna (?-?)
        1. Eladio Vicuña Echaurren (1889-†onbekend)
          1. Eladio Vicuña Aránguiz (1911-2008), priester, aartsbisschop van Puerto Montt

    2. Ignacio Vicuña Aguirre (?-?), afgevaardigde
      1. Claudio Vicuña Guerrero (1833-1907), senator, minister, presidentskandidaat 1890
        1. Claudio Vicuña Subercaseaux (1875-1956), minister
        2. Jorge Vicuña Subercaseaux (†1949)
          1. Eduardo Vicuña Velasco
            1. Ana Elvira Vicuña Baeza, tr. Alberto Undurraga Undurraga
              1. Alberto Undurraga Vicuña (*1969), minister van Openbare Werken van Chili (2012-)

  3. José Joaquín Vicuña Larraín (1786-1857), kandidaat vicepresidentschap 1829